# Ekla Chalo Re
«Jodi Tor Dak Shune Keu Na Ase Tobe Ekla Cholo Re» (бенг. «Если никто не ответит на твой зов, иди один») также известная как Ekla Chalo Re, бенгальская патриотическая песня, написанная Рабиндранатом Тагором в 1905 году.
Первоначально названная «Eka» (бенг. «Один»), песня была впервые опубликована в сентябрьском выпуске журнала Бхандар (Bhandar) 1905 года. Она была включена в сборник лирической антологии Рабиндраната Тагора «Гитабитан» («Gitabitan») в раздел «Swadesh» (бенг. Родина).
Текст этого произведения часто цитируют в контексте политических или общественных движений.
Махатма Ганди, который был под глубоким впечатлением от этой песни, назвал её одним из своих любимых музыкальных произведений.

## Текст песни
Текст «Ekla Chalo Re» на бенгальском языке

যদি তোর ডাক শুনে কেউ না আসে তবে একলা চলো রে। 

একলা চলো, একলা চলো, একলা চলো, একলা চলো রে॥

যদি কেউ কথা না কয়, ওরে ওরে ও অভাগা,

যদি সবাই থাকে মুখ ফিরায়ে সবাই করে ভয়—

তবে পরান খুলে

ও তুই মুখ ফুটে তোর মনের কথা একলা বলো রে॥

যদি সবাই ফিরে যায়, ওরে ওরে ও অভাগা,

যদি গহন পথে যাবার কালে কেউ ফিরে না চায়—

তবে পথের কাঁটা

ও তুই রক্তমাখা চরণতলে একলা দলো রে॥

যদি আলো না ধরে ওরে ওরে ও অভাগা,

যদি ঝড়-বাদলে আঁধার রাতে দুয়ার দেয় ঘরে- 

তবে বজ্রানলে 

আপন বুকের পাঁজর জ্বালিয়ে নিয়ে একলা জ্বলো রে।।

Перевод песни на английский язык, сделанный самим Рабиндранатом Тагором.

If they answer not to thy call walk alone
If they are afraid and cower mutely facing the wall,
O thou unlucky one,
open thy mind and speak out alone.
If they turn away, and desert you when crossing the wilderness,
O thou unlucky one,
trample the thorns under thy tread,
and along the blood-lined track travel alone.
If they do not hold up the light when the night is troubled with storm,
O thou unlucky one,
with the thunder flame of pain ignite thy own heart,
and let it burn alone.
Перевод на русский язык.

Если они говорят «нет» на твой зов — иди один.
Если они боятся и молча отворачиваются к стене -
Открой свой разум и выскажись один, о несчастный!
Если они отвернулись, оставив тебя посреди пустыни,
Проложи путь среди терновника сам
И иди один по своему кроваво-красному следу, о несчастный!
Если они не держат фонарь, когда шторм разыгрался в ночи.
И молния пламенем пронзила сердце твоё болью,
Пусть горит оно одно, о несчастный!

Свободный стихотворный перевод.

Когда молчание — ответ на твой призыв — продолжи путь один.
Когда от страха мир лицом к стене застыв,
Затихнет в миг… Ты, о несчастный,
Излей потоки слов, всю мощь души раскрыв.
Когда останешься на много миль вперед один,
Меж неизведанных и диких рек, равнин и гор,
Лишь только ты, несчастный,
Путь кровью сможешь провести, связующий простор.
Когда потух последний огонек в глухой ночи,
Тьма опускается на мир. Ты, о несчастный,
Собрав всю боль в кулак, зажги в душе огонь свечи,
Пусть озарит весь мир лишь он один!

## История

### Публикация текста
«Ekla Chalo Re» была написана в городе Гиридих (Giridih) в штате Джаркханд, Индия. Она вошла в состав 22 протестных песен, написанных в период индийского освободительного движения Свадеши. Вместе с песней «Моя золотая Бенгалия» «Ekla Chalo Re» стала одним из ключевых гимнов в борьбе против первого раздела Бенгалии в 1905 году.

### Звукозапись
К сожалению, первая запись «Ekla Chalo Re» сделанная самим Рабиндранатом Тагором где-то между 1905 и 1908 годами была впоследствии утеряна.
Две другие записи этой песни сделанные Харендрантом Дуттой (Harendranath Dutta) и партией Индостана (включая Амала Дутта (Amala Dutta), Нандиту Деви (Nandita Devi), Судхин Дутта (Sudhin Dutta) и Сантидев Гхош (Santidev Ghosh)) были выпущены Граммофонной Компанией Индии и Звукозаписывающей Компанией Индостана.
Известная певица Сукхитра Митра (Suchitra Mitra) записала эту песню дважды: в 1948 и 1984 годах.
Современная версия песни, переведенная на хинди А. Р. Рахманом, появилась в фильме «Субхас Чандра Бос: забытый герой».